# Cầu Grudziądz

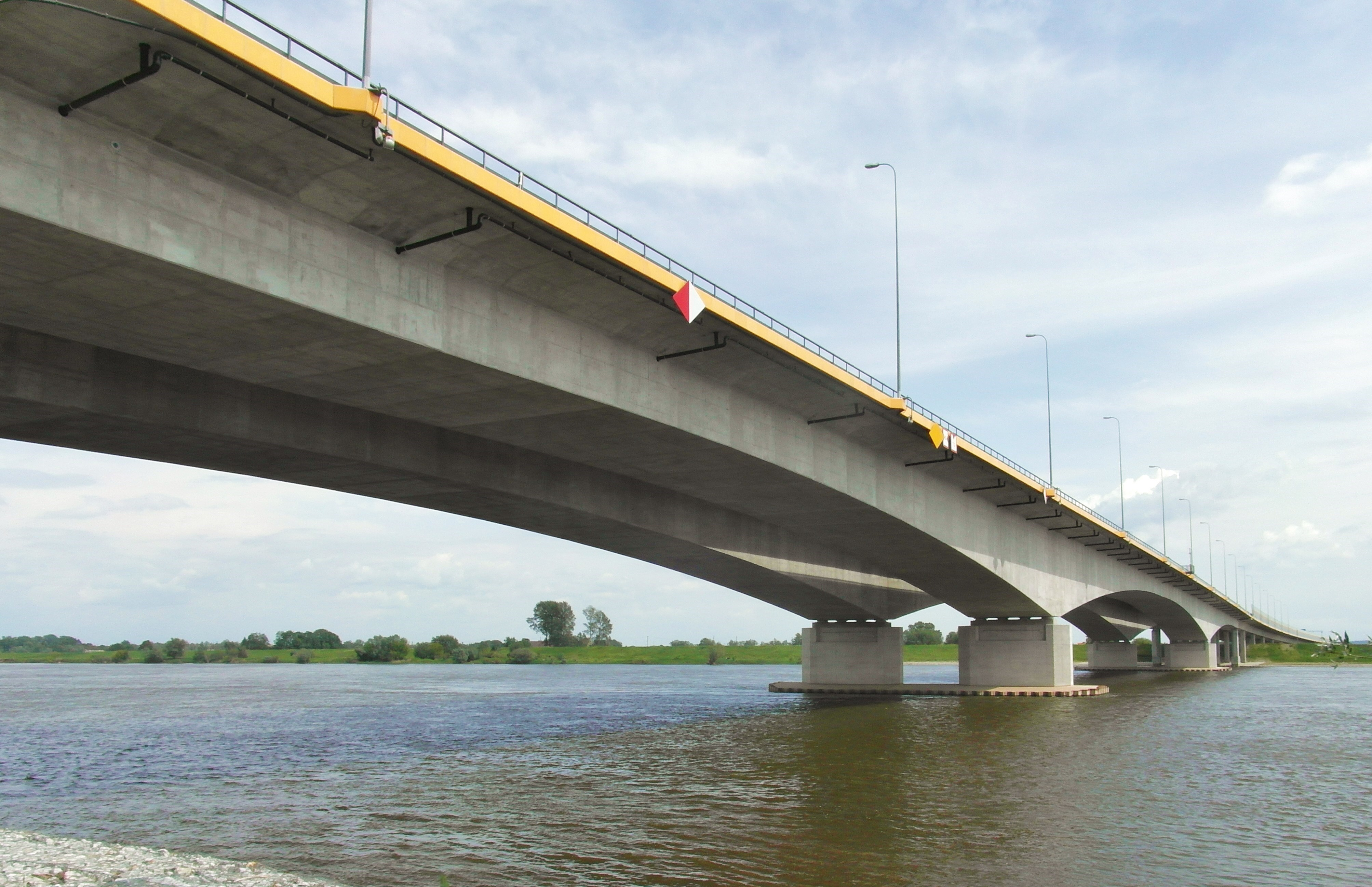
Cầu Grudziądz

Cầu Grudziądz là cây cầu bắc qua sông Vistula, là một phần trong cấu trúc đường cao tốc A1, đây là đường cao tốc duy nhất ở Ba Lan chạy dài từ Nam lên Bắc. Cây cầu nằm ở Rozgartach phía nam thị trấn Grudziądz, nối ngã ba đường cao tốc A1 "Nowy Marzy" với nga ba Grudziądz. Đây là cây cầu dài nhất ở Ba Lan với chiều dài gần 2 km.